# Enrico Pescatore
Enrico Pescatore (o Enrico di Malta, o Enrico "il Pescatore") (... – 1230) è stato un ammiraglio e corsaro genovese, conte di Malta, e per un breve periodo Signore di Creta.

## Identità
Noto con molti nomi, fra i quali spicca Enrico Pescatore, ma anche Enrico di Malta, Enrico de Castro. Nelle fonti il suo nome appare riportato per la prima volta il 22 settembre 1203 in un atto notarile genovese come "Henricus, comes de Malta", ovvero "Enrico, Conte di Malta". Sull'anno e il luogo della sua nascita e sui suoi primi anni non si sa niente, ma è pressoché certo che discendesse dall'influente famiglia nobile genovese de Castro Vezzano (da cui ebbero origine gli Enrici (gli Enrico). In tedesco, è noto come "Heinrich, Graf von Malta". Il soprannome "Pescatore" si riferisce probabilmente alla sua attività di corsaro e si tratta presumibilmente di un'invenzione dei nemici veneziani da lui danneggiati.

## Biografia
Il titolo di conte di Malta, durante il regno degli svevi, era assegnato ai genovesi. Genova aveva infatti aiutato gli svevi nella conquista della Sicilia al fine di ottenere vantaggi per il proprio commercio nel Mediterraneo. Enrico VI di Svevia nominò conte di Malta e ammiraglio il genovese Guglielmo Grasso, suocero di Enrico. Peire Vidal, celebre trovatore provenzale, soggiornò a corte dal 1205 al 1206.
Enrico cominciò dunque la carriera militando al soldo del regno di Sicilia. Ereditò il titolo di ammiraglio dal suocero Guglielmo Grasso, il quale aveva alle spalle una lunga carriera da corsaro. Nell'agosto del 1204 i pisani occuparono Siracusa. I genovesi si prepararono immediatamente a conquistare la città, in quanto era stata loro concessa dall'imperatore Federico Barbarossa. Il corsaro ebbe il comando di venti navi e di molte galee; Enrico catturò due potenti navi ai danni di Ranieri di Manente, che era giunto in soccorso dei pisani. Il Pescatore entrò nel porto ed assediò Siracusa, finché dopo sette giorni ottenne il controllo della città con l'importante aiuto di Alamanno da Costa, che diventò conte di Siracusa.
L'anno successivo il Pescatore dovette intervenire contro i pisani Ranieri di Manente e Paganello di Porcaria, che con dieci navi e dodici galee assediavano Siracusa tentando di riprenderla. Assediato alla difesa della città era Alamanno da Costa. Il Pescatore giunse a Messina con quattro galee e vi trovò due galee genovesi di ritorno dall'Oriente; si collegò inoltre con Guglielmo il Porco e le sue sedici galee: messa assieme una piccola flotta, mossero alla volta di Siracusa. I due genovesi vinsero i pisani e conquistarono loro sette galee. L'esercito pisano di terra dovette darsi alla fuga.
Rivolse quindi, nel 1206, la sua attenzione alla conquista dell'isola di Creta, acquistata recentemente da Venezia.  Venezia faticò non poco per impadronirsi dell'isola di Creta, e dovette a lungo combattere contro il corsaro genovese conte di Malta, aiutato per un certo periodo anche dai locali cretesi.
Con una grossa nave e due galee, fornite di più di duecento fanti, viene inizialmente respinto dai veneziani. Genova invia in suo soccorso Arnaldo Baldovino. Forte dunque di navi, marinai, soldati ed una grande quantità di denaro al fine di assoldare un piccolo esercito di cavalieri, il Pescatore assale Creta con cinque navi e ben ventiquattro galee; mette in fuga le truppe di Ranieri Dandolo con l'aiuto degli abitanti di La Canea, e ne viene fatto signore. Fa ricostruire le mura della capitale Candia e fortifica le difese costiere dell'isola commissionando la costruzione di ben quattordici castelli.
La reazione della Serenissima non si fece attendere. Nel 1207 l'ammiraglio veneziano Ranieri Dandolo si assicurò il possesso di Corfù, di Corone e di Modone. Il Pescatore assieme con i cretesi attaccò il Dandolo e lo sconfisse: le fonti veneziane riportano che fu il Dandolo a catturare il Pescatore, tuttavia, al contrario, fu il Pescatore a catturare il Dandolo, che morirà poco tempo dopo essendo stato ferito da una freccia nel combattimento. In ogni caso, il Pescatore viene presto sconfitto più volte e, subito dopo, è attaccato ad Candia. I veneziani espugnarono uno ad uno i castelli fatti edificare dal Pescatore nell'isola. Il Pescatore si riduce all'estrema difesa nel castello di Paleocastro, che sarà conquistato dai veneziani l'anno successivo. I genovesi sono costretti a lasciare l'isola.
Non datosi per vinto, chiese a Genova un prestito forzoso per poter riprendere l'isola: in cambio promise un fondaco e un quartiere ai genovesi in tutte le città di Creta, l'esenzione da tutte le imposte ed un tributo annuo: dichiarò, infine, nel caso non avesse avuto figli maschi, Genova sua erede per il possesso dell'isola. Tentò infine di assalire nei pressi dell'isola due navi veneziane cariche di merce: ne fu, invece, assalito. Catturato, venne portato prigioniero a Venezia. L'impresa del Pescatore di conquistare Creta e tenerla per sé, e quindi, indirettamente, per Genova, non soltanto era clamorosamente fallita, ma aveva anche fatto sì che l'isola venisse inserita definitivamente nell'impero veneziano.
I genovesi, una volta liberato durante una tregua fra Venezia e Genova nel 1212, lo minacciarono delle più dure sanzioni nel caso in cui non avesse posto fine agli attacchi ai veneziani. La pace tra le due repubbliche marinare fu stipulata l'11 maggio 1218. Si ritirò nel suo piccolo regno di Malta dove a un punto fu nominato grande ammiraglio di Sicilia. Grazie al suo buon operato la marina siciliana acquistò molto rapidamente efficienza. Nel contempo ottenne il permesso dall'imperatore di coniare moneta a Malta. Enrico si unì in seconde nozze con una nobile veneziana della famiglia dei Basei (Baśëi nel Dailetto Piacentino) , che aveva avuto un ruolo di primo piano nella riconquista veneziana dell'isola di Creta.
Raggiunse nel 1218 l'imperatore Federico II di Svevia, nello stesso periodo in cui veniva firmata la pace tra Genova e Venezia. Dimostrò un buon talento diplomatico; Federico II concesse il rinnovo dei privilegi ed esentò i genovesi dalle tasse a dalle imposte nel Regno di Sicilia.
Partì nel 1221 per la quinta crociata a capo di una flotta di quaranta galee. Si portò a Damietta, minacciata dagli infedeli. Non intervenne in soccorso dei crociati, per cui la città viene riconquistata dai nemici. Federico II, adirato, gli confiscò il titolo maltese. Gli Annali genovesi motivano invece la privazione della contea con lo scarso zelo con il quale il Pescatore avrebbe combattuto i saraceni siciliani ribelli. Ottenne tuttavia la restituzione della sua contea due anni dopo, poiché, fondamentalmente, l'imperatore poneva fiducia nel genovese, da cui dipendeva la sicurezza della costa della Sicilia orientale.
Nel 1229 il Pescatore fu occupato a combattere nella Crociata contro Federico II tra i ranghi imperiali. In particolare ricevette l'incarico di assediare la filopapale Gaeta, missione che però non ebbe successo: l'imperatore dovette rinnovare i rimproveri al genovese ma dovette riconoscere la difficoltà nella creazione di una flotta sufficientemente potente.
Nicolosio, uno dei suoi tre figli, è riportato nel 1232 come conte di Malta: è probabile che il Pescatore fosse morto, in circostanze ignote, poco prima di questa data, probabilmente nel 1230.